# Бальчос Роман Мілетійович
Роман Мілетійович Бальчос (нар. 21 лютого 1979) — український футболіст, воротар, футбольний тренер. Син Мілетія Бальчоса — колишнього президента Професіональної футбольної ліги України.

## Кар'єра гравця
Футбольну кар'єру розпочав 1998 року в дублі бородянської «Системи-Борекс», у 2000 році захищав кольори другої команди «Карпат». Наступного року перейшов до луцької «Волині». Також виступав за фарм-клуб лучан «Ковель-Волинь-2» та «Газовик-Скала» (Стрий). На початку 2004 року став гравцем «Кримтеплиці»￼￼ у складі якої став чемпіоном України серед команд ПФЛ, однак восени 2004 року відправився в оренду до «Рави»￼￼ . У 2006 році грав за франківський «Спартак». У 2007 році виїхав до Швеції, де зіграв 21 матч у третьому дивізіоні місцевого чемпіонату у футболці клубу «Фріска Вільєр». Наступного року повернувся до України, виступав за ФК «Бердичів» у чемпіонаті Житомирської області.

## Кар'єра тренера
По завершенні кар'єри гравця розпочав тренерську діяльність. Працював спортивним директором «Кримтеплиці». Потім допомагав тренувати воротарів Сергію Ковальцю у ФК «Львів». У червні 2009 року разом з головним тренером залишив клуб. Потім працював у тренерському штабі аматорського клубу «Бердичів». З серпня 2010 року допомагав тренувати воротарів у кіровоградській «Зірці». У липні 2011 року перейшов на посаду тренерв воротарів «Кримтеплиці». У березні 2013 року відправився тренувати воротарів у тернопільську «Ниву». З червня 2013 по червень 2014 року тренував воротарів молодіжної та першої команд луцької «Волинь». З липня по листопад 2015 року працював тренером воротарів у штабі Олега Луткова в рівненському «Вересі». На початку липня 2019 року приєднався до тренерського штабу херсонського «Кристалу».